# Орієнта (Вісконсин)
Орієнта (англ. Orienta) — місто (англ. town) в США, в окрузі Бейфілд штату Вісконсин. Населення — 164 особи (2020).

## Демографія
Згідно з переписом 2010 року, у місті мешкали 122 особи в 62 домогосподарствах у складі 34 родин. Було 256 помешкань
Расовий склад населення:
| - 98,4 % — білих |

До двох чи більше рас належало 1,6 %. Частка іспаномовних становила 0,0 % від усіх жителів.
За віковим діапазоном населення розподілялося таким чином: 13,9 % — особи молодші 18 років, 68,9 % — особи у віці 18—64 років, 17,2 % — особи у віці 65 років та старші. Медіана віку мешканця становила 49,0 року. На 100 осіб жіночої статі у місті припадало 134,6 чоловіків;  на 100 жінок у віці від 18 років та старших — 133,3 чоловіків також старших 18 років.
Середній дохід на одне домашнє господарство  становив 52 094 долари США (медіана — 43 333), а середній дохід на одну сім'ю — 61 720 доларів (медіана — 59 375). Медіана доходів становила 51 250 доларів для чоловіків та 43 750 доларів для жінок. За межею бідності перебувало 10,9 % осіб, у тому числі 0,0 % дітей у віці до 18 років та 13,6 % осіб у віці 65 років та старших.
Цивільне працевлаштоване населення становило 45 осіб. Основні галузі зайнятості: освіта, охорона здоров'я та соціальна допомога — 31,1 %, будівництво — 22,2 %, публічна адміністрація — 15,6 %.